# Movimento per la temperanza

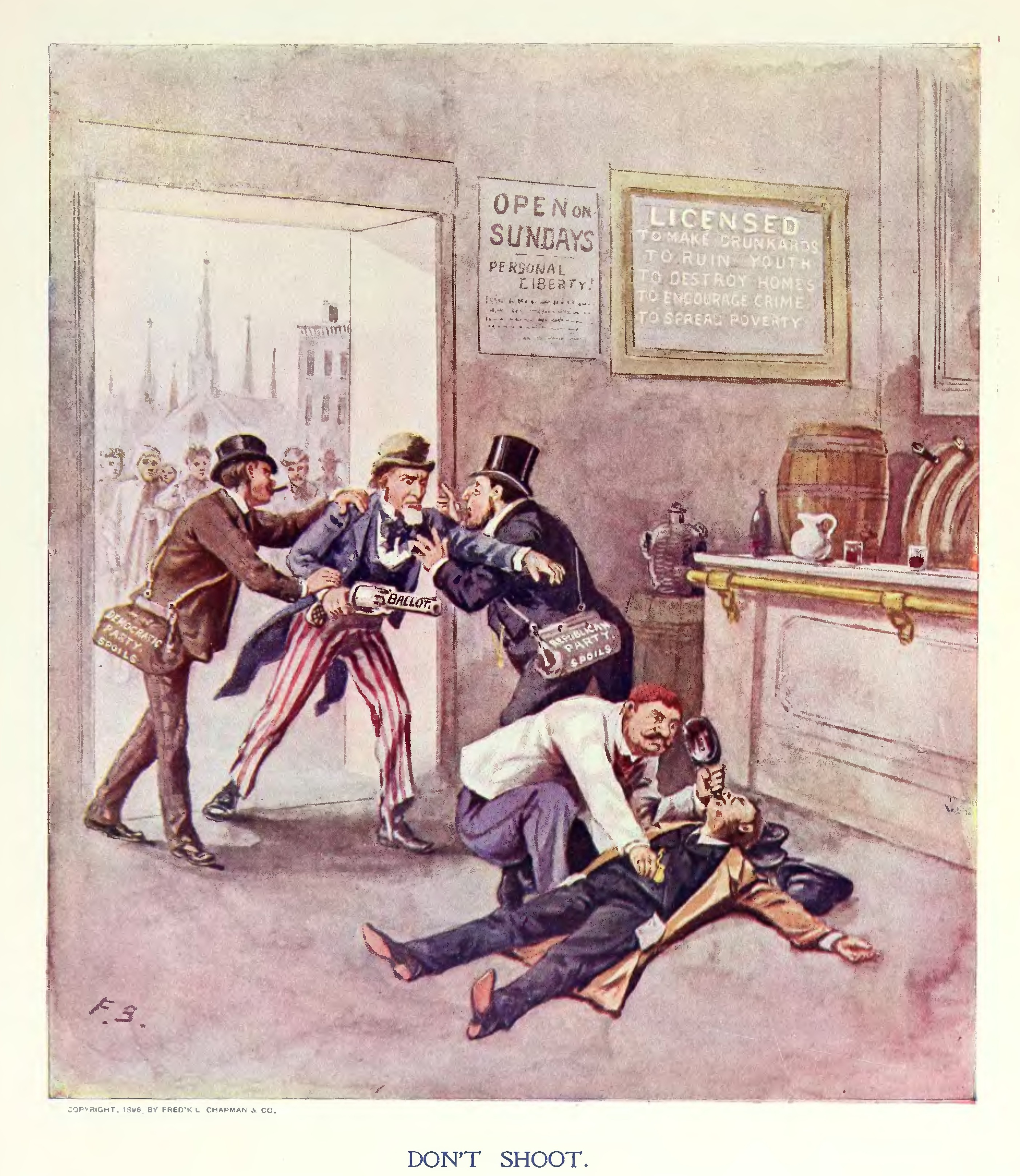
Illustrazione del libro di Frank Beard contro il consumo d'alcool intitolata Don't Shoot.

Il Movimento per la temperanza è un movimento sociale contro il consumo di bevande alcoliche. Critica il consumo eccessivo, promuove la temperanza o l'astinenza totale. Il movimento era particolarmente diffuso nei paesi anglosassoni, come Inghilterra, Stati Uniti d'America, Australia, Canada, Irlanda e Nuova Zelanda.
Il movimento di astinenza fu fondato dal medico americano Benjamin Rush (1745-1813).

## Negli Stati Uniti

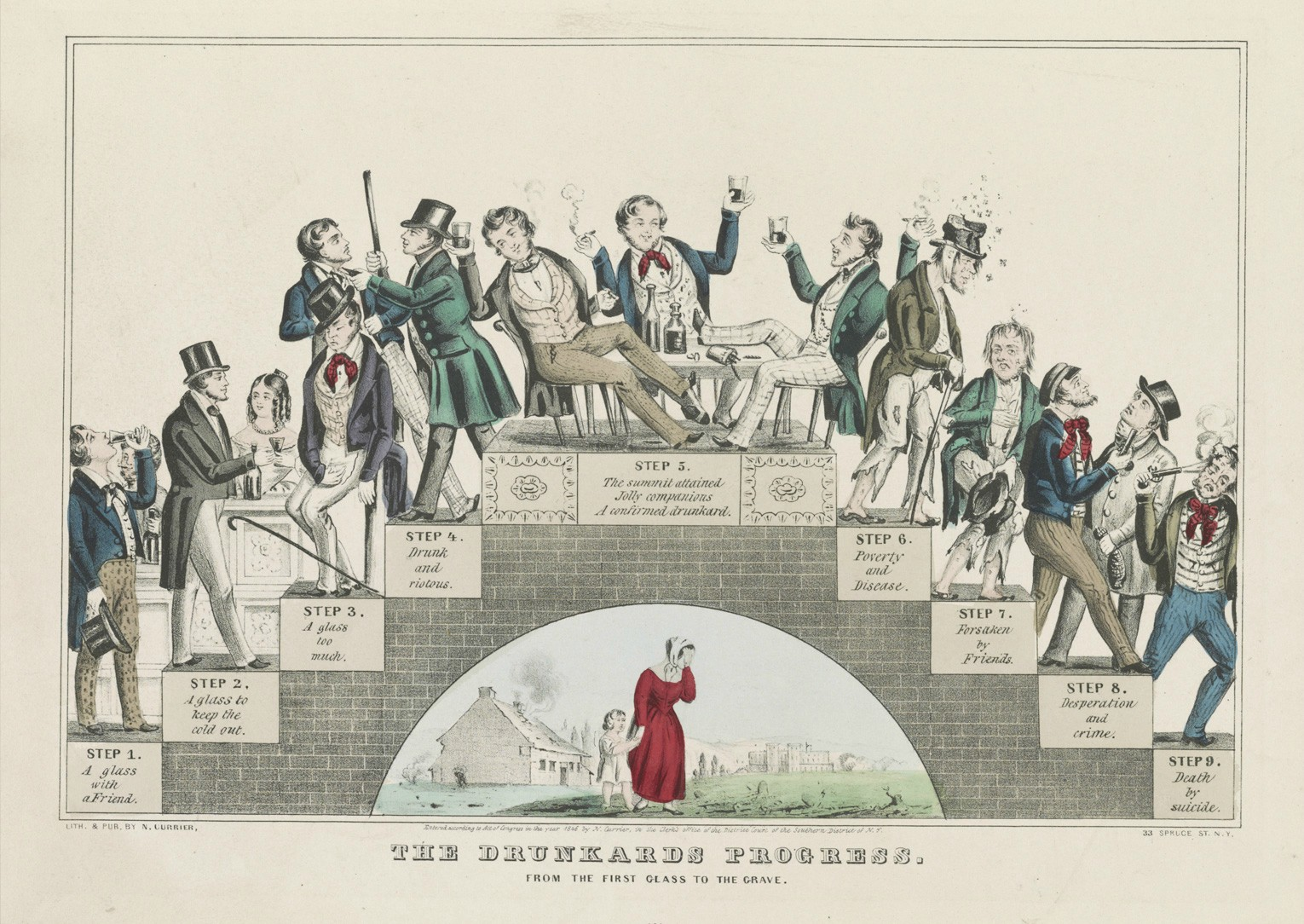
The Drunkard's Progress (1846) di Nathaniel Currier avverte che un consumo moderato di alcol può portare gradualmente al suicidio

A cavallo tra il XVIII e il XIX secolo, nel Connecticut, in Virginia e nello Stato di New York si formarono leghe o associazioni sulla temperanza. Sono stati ispirati dall'idea che l'alcol fa danni sia fisici che psicologici. Raggruppamenti simili iniziarono nel 1820 in altri otto stati.
L'American Temperance Society è stata fondata nel 1826, e ha beneficiato del rinnovato interesse per la moralità e la religione nel paese. In 12 anni ha avuto 8 000 gruppi locali e oltre un milione e mezzo di membri. Nel 1839, c'erano già diciotto pubblicazioni negli Stati Uniti che sostenevano la temperanza.
A causa della correlazione tra alcolismo e violenza domestica, il movimento per la temperanza era spesso collegato ad altri movimenti per i diritti delle donne. Estrema fanatica del movimento fu Carrie Nation, la donna che, ascia alla mano, invadeva le taverne e distruggeva le bottiglie.
Il metodismo, e in seguito il mormonismo, sono esempi di religioni che favorirono il movimento della temperanza. Il movimento raggiunse il suo culmine con la ratifica del XVIII emendamento alla Costituzione, spesso chiamato semplicemente la Legge Secca. Ironia della sorte, il divieto alla fine persuase il pubblico che vietare del tutto l'alcol si rivelava un rimedio peggiore del male.